# Muzeum Młynarstwa i Wsi w Ustrzykach Dolnych
Muzeum Młynarstwa i Wsi w Ustrzykach Dolnych – prywatne muzeum położone w Ustrzykach Dolnych. Jest ono przedsięwzięciem Bożeny i Janusza Bałkota.
Placówka działa w budynku dawnego młyna, pochodzącym z 1905 roku. Do czasów I wojny światowej mieściła się tu Fabryka Narzędzi Wiertniczych Stanisława Glazora, zniszczona podczas działań wojennych. Po wojnie obiekt został przejęty przez firmę „Lignum” braci Hauserów, która utworzyła w nim młyn parowy.
Obiekt, w którym znajduje się muzeum, zakończył działalność w 2007 roku. Otwarcie placówki miało miejsce w 2010 roku. Wewnątrz budynku zachowano oryginalne wyposażenie, służące do mielenia zboża, Ponadto w ramach ekspozycji prezentowane są urządzenia młynarskie, pochodzące z XIX wieku, z których najcenniejszym jest gniotownik walcowy, datowany na lata trzydzieste XIX stulecia. Oprócz gniotownika prezentowane są m.in. mlewniki walcowe, odsiewacze ramowe, łuszczarka, szczotkarka, szafy aspiracyjne oraz tryjer.

Na przymuzealnym podwórzu znajduje się ekspozycja dawnych maszyn rolniczych, w szczególności służących do młócenia zboża i mielenia ziarna, pochodzących z XIX i XX wieku.
Muzeum jest obiektem całorocznym, wstęp jest płatny. W tym samym budynku znajduje się lokal gastronomiczny „Kawiarnia we Młynie”.

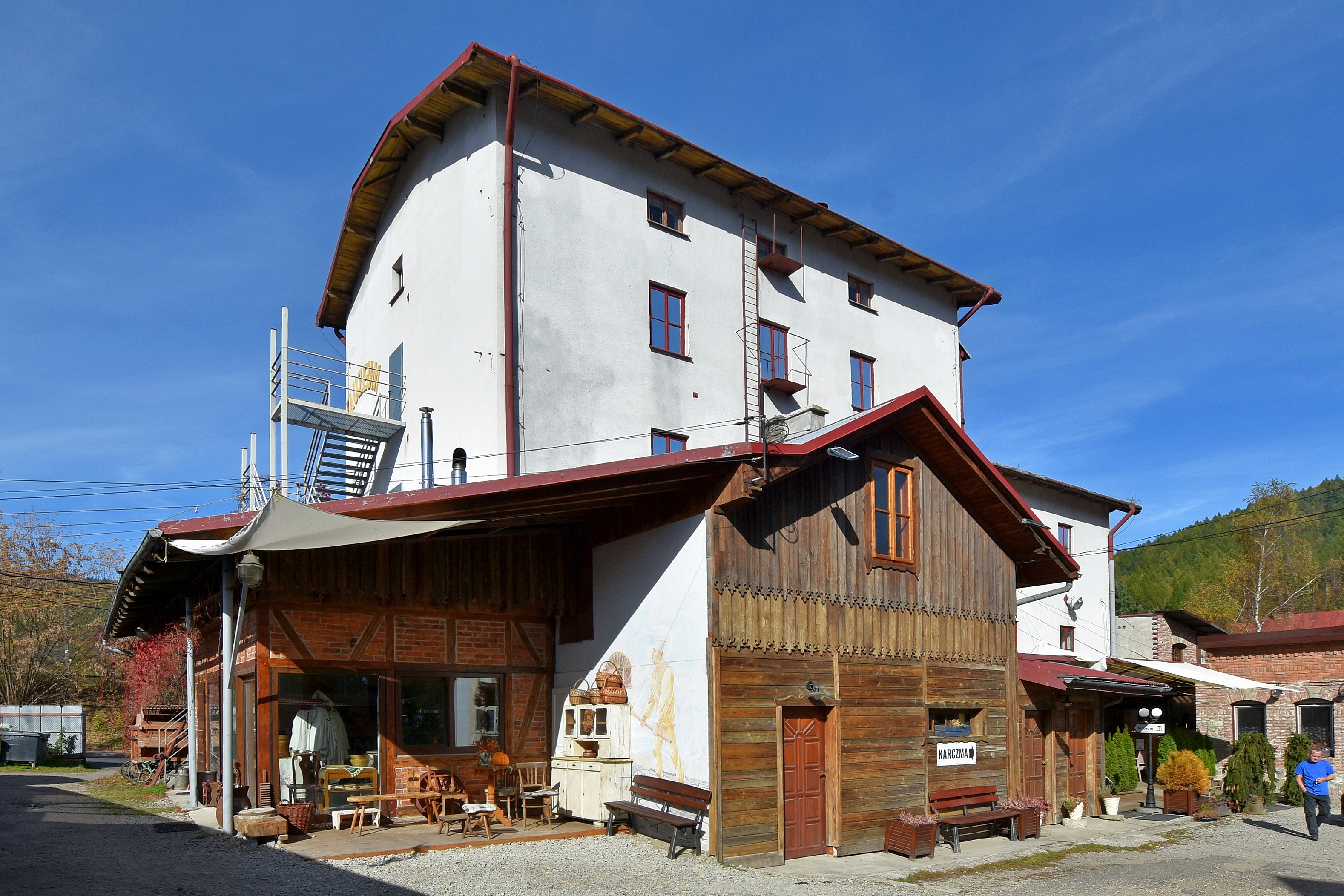
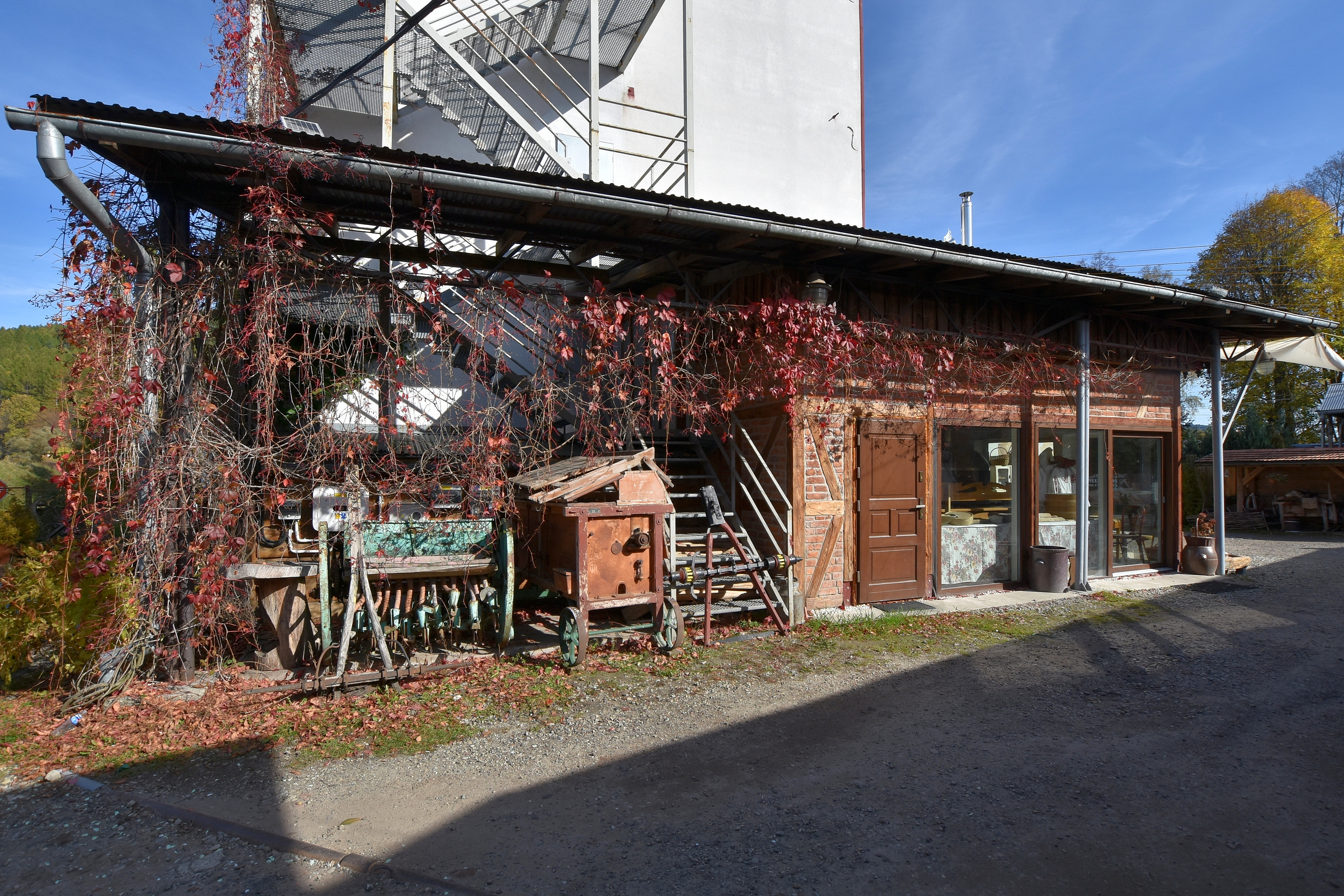
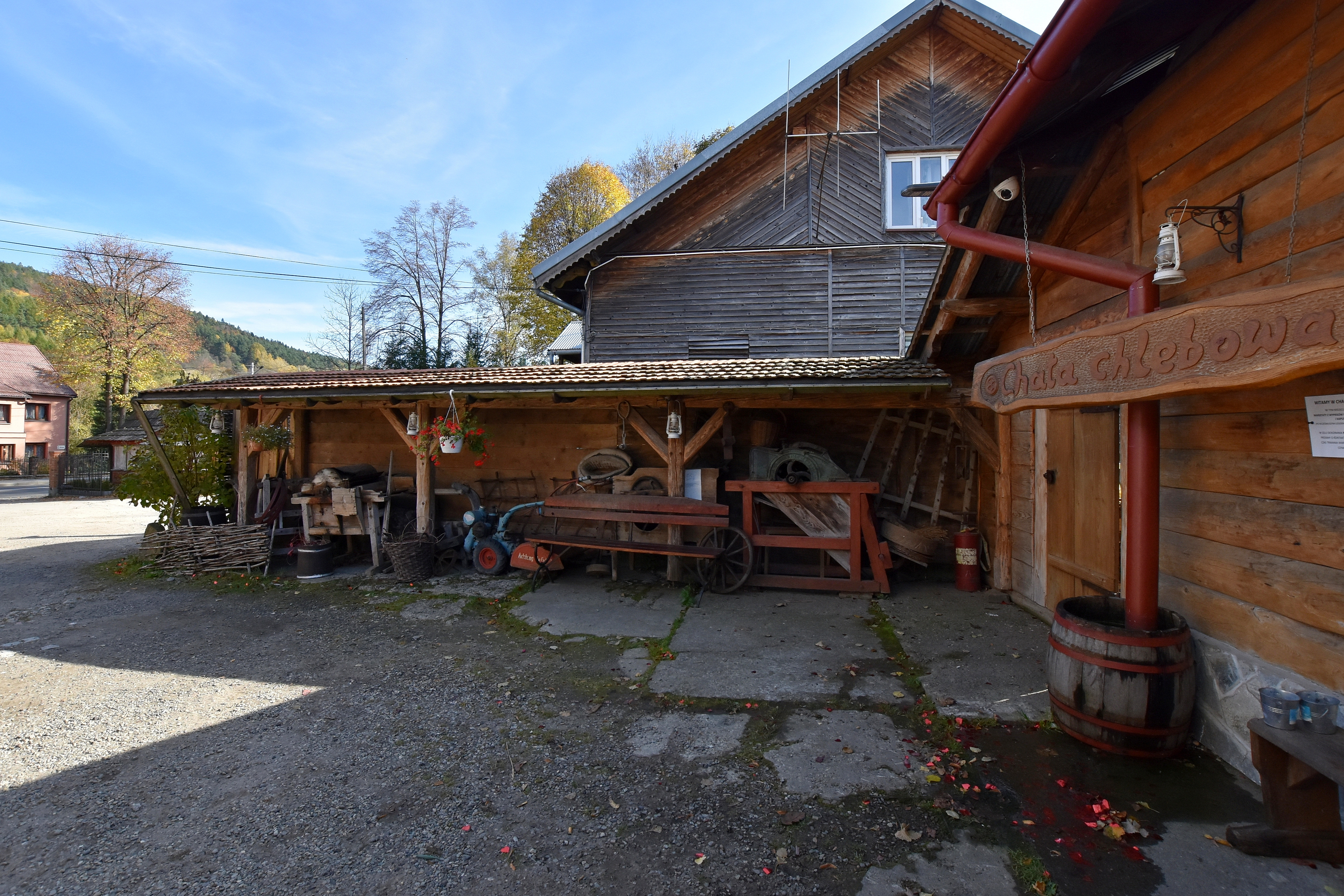